# Vicario imperiale
Il vicario imperiale (in tedesco: Reichsvikar) fu una carica relativa al Sacro Romano Impero e coloro i quali la assunsero ebbero poteri e giurisdizioni diverse a seconda dei periodi storici e delle diverse regioni che facevano parte dell'Impero.

## I vicari Elettori con funzione di reggente dell'imperatore negli interregni
I più importanti vicari imperiali furono quelli a cui fu affidata l'autorità imperiale nei periodi di interregno in cui il trono era vacante o quando l'imperatore era interdetto o troppo giovane. Tali vicari erano due e con la Bolla d'oro del 1356 fu ufficializzato che fossero i principi elettori del Palatinato e della Sassonia, che si spartivano il territorio tedesco dell'Impero. Il primo controllava i territori della legge di Franconia (Franconia, Svevia, Reno, Germania Meridionale), il secondo quelli della legge di Sassonia (Sassonia, Vestfalia, Germania Settentrionale, Hannover). I confini tra le due aree furono oggetto di dispute fino al 1750. La Boemia e l'Austria non riconoscevano l'autorità di alcun vicario imperiale, mentre in Italia veniva investito del titolo il Duca di Savoia.
Nel 1623 l'Elettore del Palatinato dovette cedere la carica di Elettore e di vicario imperiale al Principe di Baviera, e nel 1648 fu creata per lui una nuova carica di Elettore. In seguito gli Elettori di Baviera e Palatinato, che facevano parte di due rami del Casato di Wittelsbach, si disputarono la carica di vicario. Durante l'interregno del 1659, entrambi dichiararono di essere vicari ma il vicario sassone e le altre principali autorità dell'Impero riconobbero come vicario il Principe di Baviera. Nel 1724, i due rami dei Wittelsbach trovarono un accordo affinché i due principi assumessero assieme la carica, ma tale accordo fu respinto dalla Dieta Imperiale. Il nuovo accordo per l'interregno del 1745 prevedeva che i due principi si alternassero e fu accettato sia dall'imperatore, dopo l'elezione, e ratificato dalla Dieta nel 1752. L'accordo perse valore con l'estinzione del ramo bavarese nel 1777.
I poteri esercitati dai vicari imperiali erano legati ai termini della capitulatio del defunto imperatore. Si occupavano di legittimazioni, emancipazioni, privilegi, nomine nobiliari; veniva loro affidato il potere giudiziario dell'imperatore, riscuotevano tasse e assegnavano feudi. Il loro operato veniva ratificato dal nuovo imperatore che veniva eletto, anche se vi furono casi in cui la Dieta bocciò alcuni dei loro provvedimenti. Il vicariato aveva termine dopo che il nuovo imperatore aveva prestato il giuramento di mantenere gli impegni presi nella propria capitulatio.
Solitamente i vicari facevano coniare delle Vikariatsmünzen (letteralmente "Moneta del vicariato"), delle monete commemorative della loro permanenza alla carica di vicario imperiale.

### Elenco dei vicari imperiali, 1437–1792
| Inizio dell'interregno                  | Fine dell'interregno                      | Durata             | Duca di Sassonia                                         | Conte Palatino del Reno           |
| --------------------------------------- | ----------------------------------------- | ------------------ | -------------------------------------------------------- | --------------------------------- |
| 9 dicembre 1437 morte di Sigismondo     | 18 marzo 1438 elezione di Alberto II      | 3 mesi, 9 giorni   | Federico II di Sassonia                                  | Ludovico IV del Palatinato        |
| 27 ottobre 1439 morte di Alberto II     | 2 febbraio 1440 elezione di Federico III  | 3 mesi, 6 giorni   | Federico II di Sassonia                                  | Ludovico IV del Palatinato        |
| 12 gennaio 1519 morte di Massimiliano I | 17 giugno 1519 elezione di Carlo V        | 5 mesi, 5 giorni   | Federico III di Sassonia                                 | Ludovico V del Palatinato         |
| 20 gennaio 1612 morte di Rodolfo II     | 13 giugno 1612 elezione di Mattia         | 4 mesi, 24 giorni  | Giovanni Giorgio I di Sassonia                           | Federico V del Palatinato         |
| 20 marzo 1619 morte di Mattia           | 28 agosto 1619 elezione di Ferdinando II  | 5 mesi, 8 giorni   | Giovanni Giorgio I di Sassonia                           | Federico V del Palatinato         |
| 2 aprile 1657 morte di Ferdinando III   | 18 luglio 1658 elezione di Leopoldo I     | 15 mesi, 16 giorni | Giovanni Giorgio II di Sassonia                          | Ferdinando Maria di Baviera       |
| 17 aprile 1711 morte di Giuseppe I      | 12 ottobre 1711 elezione di Carlo VI      | 5 mesi, 25 giorni  | Federico Augusto I di Sassonia (Augusto II di Polonia)   | Giovanni Guglielmo del Palatinato |
| 20 ottobre 1740 morte di Carlo VI       | 14 gennaio 1742 elezione di Carlo VII     | 14 mesi, 25 giorni | Federico Augusto II di Sassonia (Augusto III di Polonia) | Carlo I Alberto di Baviera        |
| 20 gennaio 1745 morte di Carlo VII      | 13 settembre 1745 elezione di Francesco I | 7 mesi, 24 giorni  | Federico Augusto II di Sassonia (Augusto III di Polonia) | Massimiliano III di Baviera       |
| 20 febbraio 1790 morte di Giuseppe II   | 30 settembre 1790 elezione di Leopoldo II | 7 mesi, 10 giorni  | Federico Augusto III di Sassonia                         | Carlo II Teodoro di Baviera       |
| 1 marzo 1792 morte di Leopoldo II       | 5 luglio 1792 elezione di Francesco II    | 4 mesi, 4 giorni   | Federico Augusto III di Sassonia                         | Carlo II Teodoro di Baviera       |

## Vicario imperiale in ambito locale

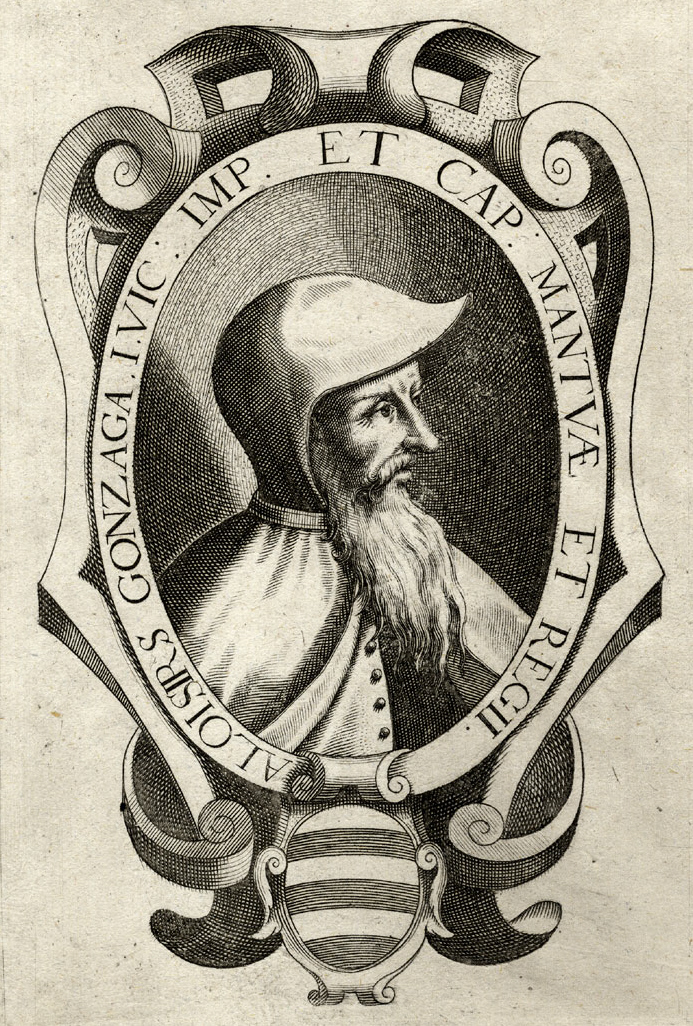
Ritratto di Luigi I Gonzaga, vicario imperiale, Universitätsbibliothek Salzburg.

Il titolo di vicario imperiale fu affidato anche a coloro i quali rappresentarono nel Medioevo l'imperatore mentre quest'ultimo regnava, e governavano un territorio lontano dalla corte imperiale in un ambito locale molto limitato rispetto alle grandi aree controllate dai vicari Elettori. Fino al XIII secolo, l'imperatore mandava in questi lontani territori funzionari di sua fiducia a governare per suo conto che venivano nominati vicari imperiali, carica che poteva essere revocata.
Dopo il periodo degli Hohenstaufen di Svevia, nel secolo successivo, il titolo formale di vicario imperiale fu concesso dall'imperatore regnante ai signori italiani particolarmente potenti e a lui fedeli che ne facessero richiesta e che si impegnassero a mantenere l'ordine e l'obbedienza delle popolazioni locali al sovrano. Tra le signorie italiane più in vista che ottennero la carica vi furono gli Adorno, i Del Carretto, i Visconti, gli Scaligeri, i Bonacolsi e i Gonzaga. Le signorie, da parte loro, vedevano legittimata la propria egemonia sul territorio grazie a tale carica, analogamente a quanto accadeva nei territori controllati invece dal vicario apostolico. Nel 1624 fu creato l'ufficio di commissario generale o plenipotenziario per l'Italia imperiale, che in effetti assunse le funzioni originarie del vicariato imperiale, che era stato solo un vicariato titolare sin da Carlo IV.